# Marko Radulović
Marko Radulović (Rijeka, 6. siječnja 2001.), srpski je vaterpolist. Igrao je za  VK Primorje, a sad igra za VK Radnički Kragujevac. Visok je 194 cm i težak 94 kg.

## Vanjske poveznice
- Facebook
- Juniori Primorja osvojili drugo mjesto u završnici Kupa, Mladost bolja u finalnoj utakmici
- Primorjaši uspješni na trećem OMV kupu!
- Marko Radulović otišao iz Primorja EB u Vojvodinu
- Težak udarac za hrvatski sport: Talentirani Riječanin izabrao reprezentaciju Srbije!
- Hrvatski vaterpolo ostao bez velikog talenta, odlučio je igrati za Srbiju
- APSOLUTNA NEVERICA U HRVATSKOJ: Rođeni Riječanin iznenada PRELOMIO i sve ostavio u šoku - ubuduće igra ZA SRBIJU!
- Vaterpolo biser Marko Radulović u Radničkom
- Marko Radulović | KVK Radnički